# 元祖どっきりカメラ
『元祖どっきりカメラ』（がんそどっきりカメラ）は、1970年代から1990年代まで日本テレビほかで放送されたバラエティ番組シリーズの1タイトル。

## 概要
前身は、1969年から同局にて宍戸錠と高松しげおの司会で放送された『なんでもやりまショー』内の1コーナー「どっきりカメラ」である。1970年10月3日に金原二郎（当時日本テレビアナウンサー）を総合司会に迎え、タイトルはコーナーそのままに『どっきりカメラ』と題して、久光製薬（「サロンパス」名義）一社提供でレギュラー番組化した。
誤用であるが、『スターどっきり（秘）報告』（フジテレビ）などのように、当番組に類似した番組を単に「どっきりカメラ」とも言われていた。

## レギュラー番組時代の放送時間
いずれもJST。
- 土曜 21:00 - 21:30 （どっきりカメラ）
- 土曜 21:00 - 21:30 （いたずら大作戦）
- 土曜 19:30 - 20:00 （ビックリ決定版!!）

## 番組の内容
- 全国各地でロケを敢行。仕掛人がターゲットを騙す様子を人目に付きにくい場所に設置した隠しカメラにて撮影し、ターゲットが驚いたところに野呂が「どっきりカメラ NTV」（後期では「元祖」が追加された）と書かれたプラカードを持って登場して丸く収めるというオチ。このスタイルは首尾一貫していた。ネタを収録したVTRをスタジオ内で司会者、ターゲット、仕掛人、観客と共に観ながら進行する。
- ロケ中のバスの車内もドッキリの現場となり、昼間に座席で寝ているスタッフや出演者がいればカメラを回され、寝ている人にデコピンや目の前で風船を割られるいたずらが行なわれた。
- 騙されるターゲットは主に芸能人だったが、一般人の場合も多く、ネタとしては仕掛け人が単純に担ぐ（騙す）ものや驚かせるもの、道行く人に突然パイをぶつけたり、その他女性の裸体や下着姿などのお色気ものなど様々であった。 他にも日本テレビの幹部もターゲットとなり、当時編成局長だった萩原敏雄もパイ攻撃に遭った。
- スタジオでVTR後に司会者や野呂がターゲットにどっきりのエピソードを聞いた後、突然司会者や野呂にターゲットがパイを顔面にぶつけるのがお約束となっていた。

## エピソード
- 番組初期は一般人を後ろから不意に蹴って逃げ、その後にプラカードを持って笑ってごまかすも蹴られた一般人が本気で怒ってしまい、本気で蹴り返されたあとにプラカードを逆にかざされ、「どっきりカメラ」としたオチもあった。これはやらせではなく本気で怒った一般人の報復であり、野呂は本気で痛がっていた。
- 子門真人が歯磨き粉の新製品のニセCMソング「ミルキーライトの歌」を歌わされたどっきりがあった。このどっきりは、「ツル・ピカ・ツル・ピカ・元気な子供は・ミルキーライト」という歌詞を、仕掛け人のディレクターが子門を騙し、「ツルッ・ピカッ・ツルッ・ピカッ・ツルツルピカピカ・ハァー、ゲーンキな子供は・ミルキーライト」と、ハゲをあざ笑うような歌詞に変えてしまい、子門がそのとおりに歌ったところ、仕掛け人のニセ歯磨き粉の会社のハゲ頭の重役が自分を馬鹿にしていると激怒し、子門を芸能界から追放すると言い放つというもの。仕掛人の「あなたをこの世界から消すこと出来ると言ってますよ」という旨の言葉の前に、子門は「構わない、ならば辞めて会社員として生きていく」と毅然とした態度を示し、スジの通らない難癖に本気の怒りを見せていた。
- ガッツ石松のように本気を越して仕掛け人らと一触即発の状態寸前までいったり、強面の安岡力也の肝を冷や冷やさせたりする場面などのように、有名人の素の顔が見られる事が多かった。
- 「仕掛け人」として登場した玉川良一が熊の着ぐるみを着てターゲットを驚かせるはずが実は玉川が騙されており、実際の仕掛け人として、うえずみのるをはじめとした、本物の熊と勘違いした男たちに猟銃を向けられて囲まれ、「違う違う! 違うよ! 玉川です! 玉川良一です」と命乞いをするというネタもあった。いわゆる「逆ドッキリ」の元祖ともされる。
- 林家ペーが半レギュラー出演し、毎回騙されていたことから、視聴者に番組構成上の「やらせ」の存在を認識させた。そのペーはあまりにも良く騙されることから、同じく騙され易い野呂圭介・稲川淳二とともに「コロコロ・トリオ」というトリオを組まされたことがある。
- 東京・新宿のデパートで撮影を行っていた時、それが無断撮影だったことがバレて大混乱になり、その隙に店内から品物が盗まれるというあってはならないことまで起こったことがあった。その後各所から「無断で使われたら困る」などといった抗議が番組に寄せられたこともあった[1]。

## 番組の終焉とその後
半年後の1971年3月27日に終了。番組終了の理由について、同年5月に第65回国会（衆議院）にて行われた逓信委員会放送に関する小委員会において、衆議院議員の武部文（日本社会党）から問われた際に同委員会に参考人として出席した日本テレビ常務取締役の磯田勇は総合生活雑誌『暮しの手帖』（暮しの手帖社）がアンケート調査した「困った番組」のランキングで本番組が上位に挙がったことや一般人が同様のドッキリを行えば軽犯罪法に抵触する可能性があると指摘されたこと、善意の第三者を騙す事例が相次いだためと述べている。
その後の1971年4月3日、番組は牧伸二を司会に迎え、『いたずら大作戦』と題してリニューアルしたが、半年後の同年9月25日に終了。それから2年後の1973年10月6日、今度は高橋圭三を司会に迎え、『ビックリ決定版!!』と題して再登場したが（この時の「どっきりカメラ」は「びっくりカメラ」と改名）、半年後の1974年3月30日に終了した。
その後、1974年から1989年までは『木曜スペシャル』内で、3か月に1回周期の単発番組として放送された。司会は当初は金原が務めていたが、のちに宍戸と石川牧子（当時日本テレビアナウンサー）に交替した。また1976年より他局でも『スターどっきり㊙報告』（フジテレビ系列）や『いたずらカメラだ!大成功』（NET→テレビ朝日系列）といった類似番組が増えたため、同年6月17日放送分より『元祖どっきりカメラ』と改題した。
その後、プラカード役を務めていた野呂圭介の降板を機に番組は一旦終了。のちに司会に高橋英樹と山田邦子を、プラカード役に笑福亭笑瓶を起用した新作が放送されたが、結局定期放送には至らなかった。
2000年にもあり、徳光和夫をメイン司会を務めた。当初元々「スーパースペシャル」枠で野球中継（阪神甲子園球場・広島市民球場開催の巨人のビジターゲーム）が中止した際に雨傘番組用として放送される予定だったが、この年の日テレにおける甲子園・広島での巨人のビジターゲーム中継が全て実施されたため、年末特番として「スーパースペシャル」枠ではなかった。また、全国ネットではなく関東ローカルでの放送だったため、こちらも定期放送には至らなかった。
以来このシリーズは放送されていないが、2010年から同局において、当番組のコンセプトは『うわっ!ダマされた大賞』に受け継がれている。

## スタッフ
- 構成：山中博、塩川寿一
- 音楽：宇野正寛
- ディレクター：広田光生、安田穣、高橋修之、甘利孝、小杉善信
- プロデューサー：人見英夫、安田穣、広田光生、涌井俊、長谷川朝次郎、藤浪浩
- 制作：石川一彦、萩原敏雄、高橋進
- 制作協力：ユニオン映画
- 製作：日本テレビ

## パロディ
- ドッキリビデオ - 藤子・F・不二雄原作の漫画『ドラえもん』に登場するビデオカメラ型のひみつ道具。カメラを向けると、誰もがドッキリするような怪事件が起きる。本家同様「ドッキリビデオ」と書かれたプラカードも用意されており、怪事件に驚いた人たちにこれを見せると、皆一斉に「ドッキリ大成功、バンザイ!!」と（テレビアニメ第2作第1期第792話「ドッキリビデオ」（1984年12月7日初放映）では独特の仕草を取りながら「ドッキリどきどき大成功。こりゃあ一本取られたよ。バンザーイ!!」と）合唱し、どんな事件もすべて冗談で済ますことができる。ただしこのプラカードがなければ騒ぎをおさめることができず、延々と大騒ぎが繰り広げられてしまう。
- ドッキリチューブ - 小林泰三原作の短編集『完全・犯罪』収録の一作。フジテレビ系『世にも奇妙な物語 21世紀 21年目の特別編』のうちの一本（2011年5月14日に『土曜プレミアム』枠で放送。坂口憲二主演）として映像化。一般人にドッキリを仕掛けてインターネット動画サイトで流すというストーリー。

## 関連書籍
- どっきりカメラに賭けた青春（元スタッフの塩川寿一の著、日本テレビ放送網、1996年、ISBN 4820396307）